# Rezerwat przyrody Czapli Ostrów
Rezerwat przyrody „Czapli Ostrów” – rezerwat faunistyczny o powierzchni 16,45 ha, utworzony 11 kwietnia 1985, położony na południu województwa zachodniopomorskiego, w powiecie myśliborskim, w gminie Dębno, 10 km na północny wschód od Dębna, po zachodniej stronie drogi krajowej nr 23 do Myśliborza. Na wschodnim brzegu jeziora wieś Ostrowiec, od zachodu i północy do jeziora przylega las.
Rezerwat położony na wyspie Jeziora Ostrowieckiego (powierzchnia całkowita rezerwatu 16,45 ha, w tym powierzchnia wyspy Czapli Ostrów 12,45 ha i przybrzeżnych zarośli 4 ha), na terenie Obszaru Chronionego Krajobrazu „A” (Dębno-Gorzów) oraz na terenie obszaru specjalnej ochrony ptaków (OSO) Natura 2000 „Ostoja Witnicko-Dębniańska” (PLB320015).
Celem ochrony jest zachowanie kolonii czapli siwej (Ardea cinerea) na środku wyspy, na starych dębach i brzozach oraz zachowanie stanowiska lęgowego bielika (Haliaeetus albicilla) i ostoi wielu gatunków ptaków wodnych.
Ze świata roślin występują tu: nasięźrzał pospolity (Ophioglossum vulgatum), dzięgiel litwor nadbrzeżny (Angelica archangelisa subsp. Litoralis), czartawa drobna (Circaea alpina), kupkówka Aschersona (Dactylis polgyma), listera jajowata (Listera ovata), bluszcz pospolity (Hedera helix), gwiazdosz rudawy (Geastrum rufescens), dzióbkowiec bruzdowany (Euryhynchium striatum), brodawkowiec czysty (Pseudoscleropodium purum), fałdownik szeleszczący (Rhytidiadelghus triquertus).
Osobliwością jest dąb zrośnięty z trzech pni (obwód 585 cm) z bluszczem (obwód 54 cm).
Nadzór: Nadleśnictwo Różańsko.